# Bomba incendiaria

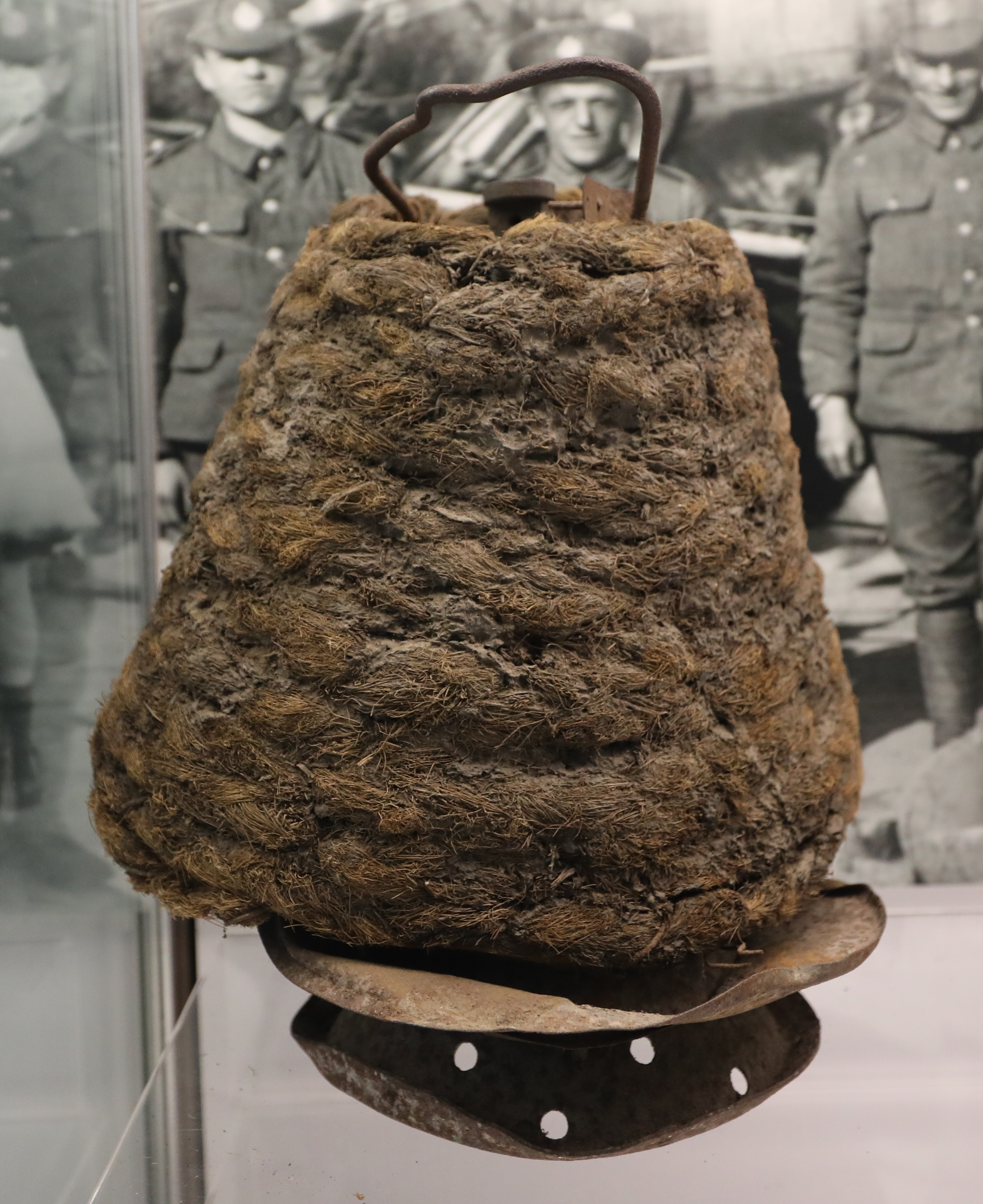
Bomba incendiaria alemana lanzada sobre Southend-on-Sea en 1916.

Las bombas incendiarias son dispositivos diseñados para iniciar fuego o destruir equipamientos sensibles usando materiales tales como napalm, termita o fósforo blanco.

## Desarrollo y uso
Las bombas incendiarias fueron utilizadas como un arma explosiva de gran efectividad en la Segunda Guerra Mundial. 
Las bombas más grandes eran llenadas con pequeñas bombas incendiarias (de racimo) y diseñadas para abrirse a determinada altitud esparciéndolas en áreas de gran extensión. Una carga explosiva será la iniciadora de la acción en cadena. El material explosivo arderá a temperaturas extremas y quemará la mayoría de los edificios de madera u otros materiales combustibles (los edificios de piedra suelen resistir la destrucción incendiaria, a menos que se haya abierto un agujero en su estructura con una gran explosión). 
En un principio las bombas incendiarias fueron diseñadas para destruir los muchos centros de producción de armas de guerra.

## Primera Guerra Mundial
Las primeras bombas incendiarias lanzadas durante la Primera Guerra Mundial, se dejaron caer sobre las ciudades de la costa sur de  Inglaterra, la noche del 18-19 de enero de 1915. Estas bombas incendiarias alemanas (lanzadas en pequeño número), eran contenedores con aletas, llenos de querosene y aceite automotriz, envueltos con una cuerda alquitranada, y estaban transportadas por dirigibles zepelín. El 8 de septiembre de 1915, el zepelín L-13 dejó caer una gran cantidad de bombas incendiarias, aunque estas fueron ineficaces en relación con los limitados daños infligidos, pero tuvieron un cierto efecto sobre la moral de la población civil del Reino Unido. El comandante de la flota aérea, Peter Strasser, propuso un plan para ir a bombardear Nueva York con bombas incendiarias, lanzadas desde zepelines L70 de largo alcance en junio de 1918, pero fue bloqueado por el almirante Reinhard Scheer.
Después de estudios posteriores con bidones de 5 litros de benzol, en 1918 los científicos e ingenieros de la empresa química Griesheim-Elektron desarrollaron la bomba Elektronbrandbombe. Esta bomba se encendía con una carga de termita pero la carga combustible principal la componía la carcasa de aleación de aluminio y magnesio (Elektron), que se encendía a 650 °C, ardía a 1.100 °C y generaba un vapor que ardía a 1800 °C. La carcasa de aleación tenía la ventaja adicional de su ligereza, teniendo una cuarta parte de la densidad del acero, que permitía a cada avión llevar una mayor cantidad de bombas. El Oberste Heeresleitung (mando general de las fuerzas armadas alemanas) ideó una operación denominada "el plan del fuego" (en alemán Der Feuerplan), que consistía en el uso de toda la flota aérea de bombarderos pesados, enviados en oleadas sobre Londres y París, que lanzaría tantas bombas incendiarias como fuera posible, hasta el derribo de todos los aviones o el agotamiento de las tripulaciones. El resultado esperado era producir un incendio incontrolable en las dos capitales enemigas, lo cual habría forzado la paz. Miles de bombas de Elektron se acumularon en las bases de aviación de primera línea, y la operación se programó para ser iniciada en agosto y principios de septiembre de 1918, pero en ambos casos se revocó la orden de salida en el último momento, posiblemente por temor a represalias contra ciudades alemanas. La RAF también tenía su "Bomba Incendiaria Baby" (BIB), que contendía  una carga de termita.

## Segunda Guerra Mundial

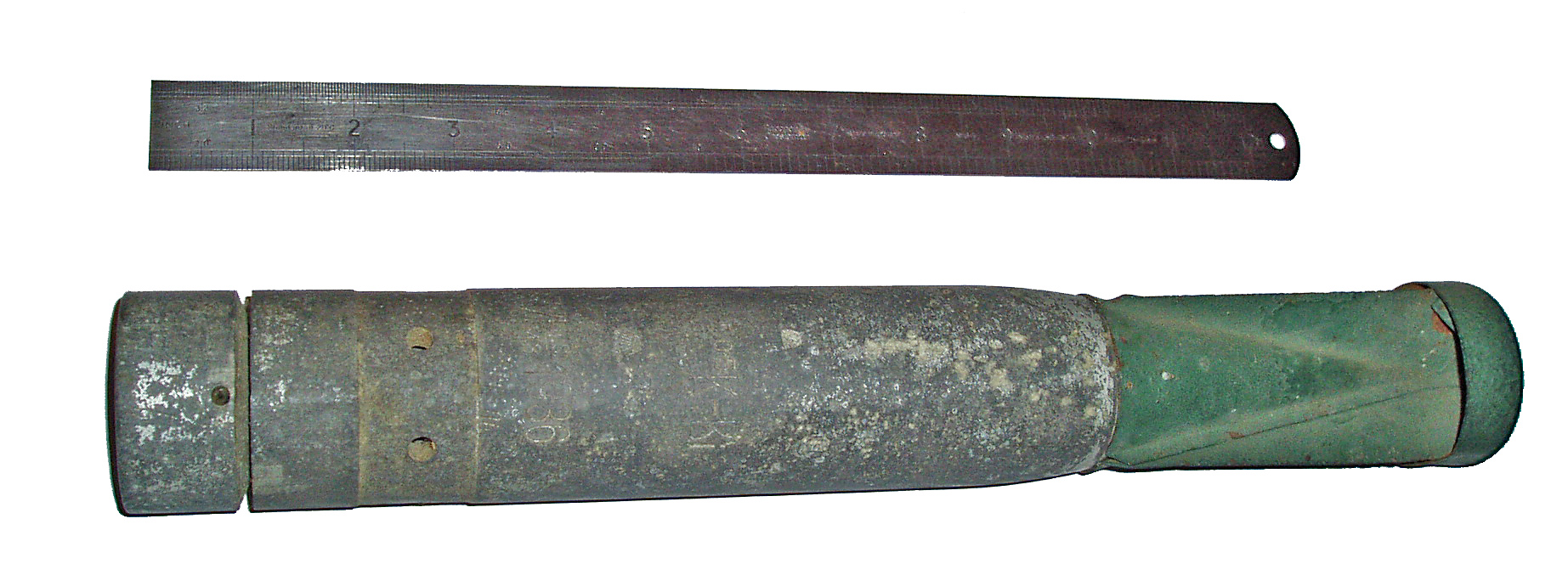
Una bomba incendiaria alemana de la Segunda Guerra Mundial.

Las bombas incendiarias fueron ampliamente utilizadas durante la Segunda Guerra Mundial, a menudo junto con las bombas explosivas convencionales. Probablemente, el episodio más infame de bombas incendiarias fue el bombardeo aliado de Dresde. Se utilizaron muchas configuraciones diferentes de bombas incendiarias, con varios tipos de sustancias incendiarias, como por ejemplo un polímero de metacrilato de isobutil, napalm u otros derivados gelatinosos del petróleo, muchos de las cuales fueron desarrollados por el Servicio de guerra química de los Estados Unidos. Se probaron y utilizar varios métodos, entre otros se emplearon: bombas pequeñas, bombas de racimo y bombas grandes.